# Bose–Einstein-statisztika
A Bose–Einstein-statisztika a kvantummechanika területén felmerülő problémák megoldására kidolgozott statisztikai modellek egyike. 
A Bose–Einstein-statisztika – szemben a Maxwell–Boltzmann-statisztikával  – N darab azonos részecskét tartalmazó rendszert vizsgál, ahol az egyes részecskék egymástól nem megkülönböztethetők, és akárhány részecske elfoglalhat egy adott kvantumállapotot. Az ilyen részecskéket bozonoknak nevezik. (Ha a részecskék megkülönböztethetők, Maxwell–Boltzmann-statisztika alkalmazható.) 
A Bose–Einstein-statisztikát bozonokra (foton, mezonok, Cooper-pár, Higgs-bozon stb.) alkalmazzák. (Fermionokat – elektronok, protonok, kvarkok stb. –, amelyekből a kizárási elv értelmében csak egyetlenegy részecske lehet egy adott kvantumállapotban, a Fermi–Dirac-statisztikával lehet leírni.)

## Története
A statisztikus mechanika a fizikának az az ága, amely statisztikai módszerekkel vizsgálja egy rendszer mikroszkopikus alkotórészeit – hogy előrejelezze, megjósolja a rendszer makroszkopikus tulajdonságait. Ezt a módszert James Clerk Maxwell  és Ludwig Boltzmann használta először, a 19. században; a nagy molekulasokaságok statisztikai sajátosságaiból próbálták így leszármaztatni a gázok termodinamikai tulajdonságait.
A klasszikus statisztikus mechanikában minden részecskét a fázistér egy pontjának tekintenek, vagyis olyasvalaminek, aminek mindenkor pontosan meghatározható helyzete és impulzusa van. Annak a valószínűségét, hogy ez a pont a fázistér egy kis térfogatú részébe esik, arányosnak veszik a térfogattal. A Maxwell–Boltzmann-féle törvény a részecskék fázistérbeli legvalószínűbb eloszlását adja meg.
A kvantummechanika kialakulásával a Heisenberg-féle határozatlansági elv miatt (határozatlansági reláció) kétségessé vált ezeknek a feltevéseknek a jogosultsága. Az emiatt létrehozott kvantumstatisztikában a fázisteret cellákra osztják. Ez az új felfogásmód vezetett el a Bose–Einstein-féle statisztikához, a Pauli-elvnek (Pauli-féle kizárási elv) eleget tevő részecskék körében pedig a Fermi–Dirac-statisztikához.
Bose–Einstein-statisztika elmélet kifejlesztése Satyendra Nath Bose nevéhez fűződik az 1924-25-ös években, aki rájött, hogy az azonos és megkülönböztethetetlen részecskék eloszlása ily módon vizsgálható. Később az elméletet elfogadta Albert Einstein, és Bose-zal együtt kiterjesztette.